# Angiopelosis
En biología celular, la angiopelosis (extravasación de células) es el movimiento de células fuera del sistema circulatorio hacia el tejido circundante. Este proceso es específico de las células no leucocíticas, ya que los leucocitos (glóbulos blancos) utilizan la diapédesis para salir de la circulación.
La angiopelosis se descubrió al estudiar cómo las células madre llegan al tejido dañado cuando se inyectan o se infunden en el torrente sanguíneo. Recientemente, se descubrió que las células tumorales circulantes (CTC) también poseen la capacidad de salir de los vasos sanguíneos a través de la angiopelosis durante el proceso de metástasis.
La angiopelosis implica el reconocimiento de células por la pared del vaso sanguíneo (células endoteliales) y luego el remodelado activo del vaso sanguíneo para permitir que la célula salga.

## Mecanismo
En la angiopelosis, la extravasación ocurre como un medio para que salgan las células que no son nativas de la circulación. Esto incluye células madre adultas que se inyectan por vía intravenosa para terapias. Las células que se encuentran normalmente en circulación, como los glóbulos, se extravasan a través de la diapédesis (glóbulos blancos) o no se extravasan y permanecen en circulación (glóbulos rojos).
La angiopelosis fue descubierta por un grupo de investigadores de la Universidad Estatal de Carolina del Norte que estaban estudiando el mecanismo de las células madre inyectadas por vía intravenosa que se utilizan para llegar al tejido dañado. Descubrieron que las células madre inyectadas provocaron que las paredes de los vasos sanguíneos sufrieran un cambio extenso a nivel celular que daba como resultado la eliminación de la célula desde el interior del vaso (lumen) hacia el área circundante.
Se considera que el desarrollo de la angiopelosis están involucrados los siguientes pasos:
Al estar integradas en la circulación, las células (o grupos de células) viajan a través del sistema circulatorio y finalmente se adhieren o se alojan en la pared del vaso sanguíneo. Esto desencadena una serie de acontecimientos que terminan con la salida de la célula de la circulación:
1. Las células endoteliales del vaso reconocen la célula candidata a salir mediante reconocimiento específico de membrana. El reconocimiento de la célula es vital, y se cree que es lo que impide que las células nativas de la circulación se extravasen aleatoriamente a través del mecanismo de angiopelosis.
2. Una vez adheridas o alojadas, las células salientes provocan la actividad de las células endoteliales del vaso sanguíneo: las células endoteliales extienden protrusiones y se remodelan activamente alrededor de las células salientes.[4]
3. La célula saliente será entonces "empujada" activamente desde el interior del vaso sanguíneo, o las células vasculares remodelarán alrededor de la célula de modo que ésta ya no permanezca dentro del vaso.[5]

## Diferencias con la extravasación leucocitaria
La diferencia más notable es el mecanismo físico que utilizan las células para salir. Durante la angiopelosis, las células endoteliales son las más activas en el proceso, mientras que en la diapédesis o extravasación leucocitaria son los leucocitos los más activos físicamente durante el proceso.
Durante la angiopelosis, la célula extravasada permanece redonda en morfología y sólo cambia ligeramente de forma como resultado de la remodelación de la vasculatura a su alrededor; durante la diapédesis, los glóbulos blancos cambian significativamente de forma al apretujarse entre las células de la pared del vaso sanguíneo.
La angiopelosis permite la extravasación de múltiples células durante un único evento. El vaso sanguíneo se remodelará activamente alrededor de un racimo/grupo de células y permitirá que las células salgan en un solo evento. La diapédesis sólo permite que un único leucocito migre a través de la pared del vaso sanguíneo en un momento dado. Aunque varios leucocitos pueden salir simultáneamente, todos ellos provocan eventos separados de extravasación por diapédesis .
Existen otras diferencias temporales y moleculares entre los dos procesos.

## Papel en la Hipótesis del éxodo del  cáncer
La angiopelosis es un componente crítico de la hipótesis del éxodo del cáncer, que postula que las células tumorales circulantes (CTC) pueden extravasarse como grupos multicelulares en lugar de como células individuales. Según esta hipótesis, los grupos de CTC mantienen su estructura cohesiva durante todo el proceso de metástasis, lo que aumenta su potencial metastásico.
Esta hipótesis cuestiona las opiniones tradicionales de que los grupos de CTC deben disociarse para iniciar la metástasis. Los estudios demuestran que estos conglomerados son capaces de salir de los vasos sanguíneos a través de angiopelosis mientras mantienen su configuración multicelular, aumentando así su capacidad para establecer tumores secundarios. Esta migración y extravasación en grupos puede contribuir a la mayor resistencia al tratamiento observada en las metástasis, ya que los grupos de CTC pueden albergar una mayor diversidad de tipos celulares que las CTC individuales.
La hipótesis del éxodo del cáncer subraya la importancia de los grupos de CTC como biomarcadores en las técnicas de biopsia líquida, ya que su presencia puede ser indicativa de enfermedad metastásica avanzada y de mayor agresividad del cáncer.

## Terapia de infusión de células madre
La terapia de infusión de células madre es un tipo de terapia de infusión en la que se infunden células madre en la sangre. A continuación, estas células madre salen de los vasos sanguíneos y migran preferentemente al tejido dañado como parte del proceso de regeneración. Se ha demostrado que la angiopelosis es el mecanismo por el que las células madre extravasan y llegan al tejido dañado